# Catazajá (kommun)
Catazajá är en kommun i Mexiko.   Den ligger i delstaten Chiapas, i den sydöstra delen av landet, 800 km öster om huvudstaden Mexico City. Antalet invånare är 17 140. Arean är 621 kvadratkilometer.
Terrängen i Catazajá är platt.
Följande samhällen finns i Catazajá:
- Catazajá
- Cuauhtémoc
- El Rosario
- La Tuza
- Francisco J. Grajales
- Emiliano Zapata
- El Pajonal
- Palastún Uno San Isidro
- Lázaro Cárdenas
- San Agustín
- La Siria 1ra. Sección
- Nuevo Progreso
- Vicente Guerrero
- San Francisco el Cuyo
- Bajo Usumacinta
- Victórico R. Grajales
- El Desengaño
- Patricio
- Lindavista 2da. Sección
- Juan Aldama
- El Tinto Bonshán
- Kilómetro 325